# Telmatobius vilamensis
Espèce
Statut de conservation UICN

 CR B1ab(iii)+2ab(iii) : 
En danger critique
Telmatobius vilamensis est une espèce d'amphibiens de la famille des Telmatobiidae endémique du Chili. 

## Répartition
Cette espèce est endémique de la province d'El Loa dans la région d'Antofagasta au Chili. Elle n'est connue que dans sa localité type, à proximité du río Vilama dans la commune de San Pedro de Atacama, à environ 2 500 m d'altitude.

## Description
Telmatobius vilamensis mesure entre 44 et 51 mm pour les mâles et entre 38 et 49 mm pour les femelles.

## Étymologie
Son nom d'espèce, composé de vilam[a] et du suffixe latin -ensis, « qui vit dans, qui habite », lui a été donné en référence au lieu de sa découverte, le río Vilama.

## Publication originale
- Formas, Benavides & Cuevas, 2003 : A New Species of Telmatobius (Anura: Leptodactylidae) from Río Vilama, Northern Chile, and the Redescription of T. halli Noble. Herpetologica, vol. 59, no 2, p. 253-270.